# Femur (geleedpotige)
Het femur (meerv. femora) of de dij is bij geleedpotigen een onderdeel van de poot. De dij verbindt de coxa (heup) met de tibia (scheen) en is bij insecten door middel van de trochanter verbonden met de heup. Op de afbeelding is het femur aangegeven met 3.
Aardvlooien kunnen grote sprongen maken als ze verstoord worden, dankzij een veermechanisme (de "metafemorale veer") in de sterk ontwikkelde dij van de achterste poten.

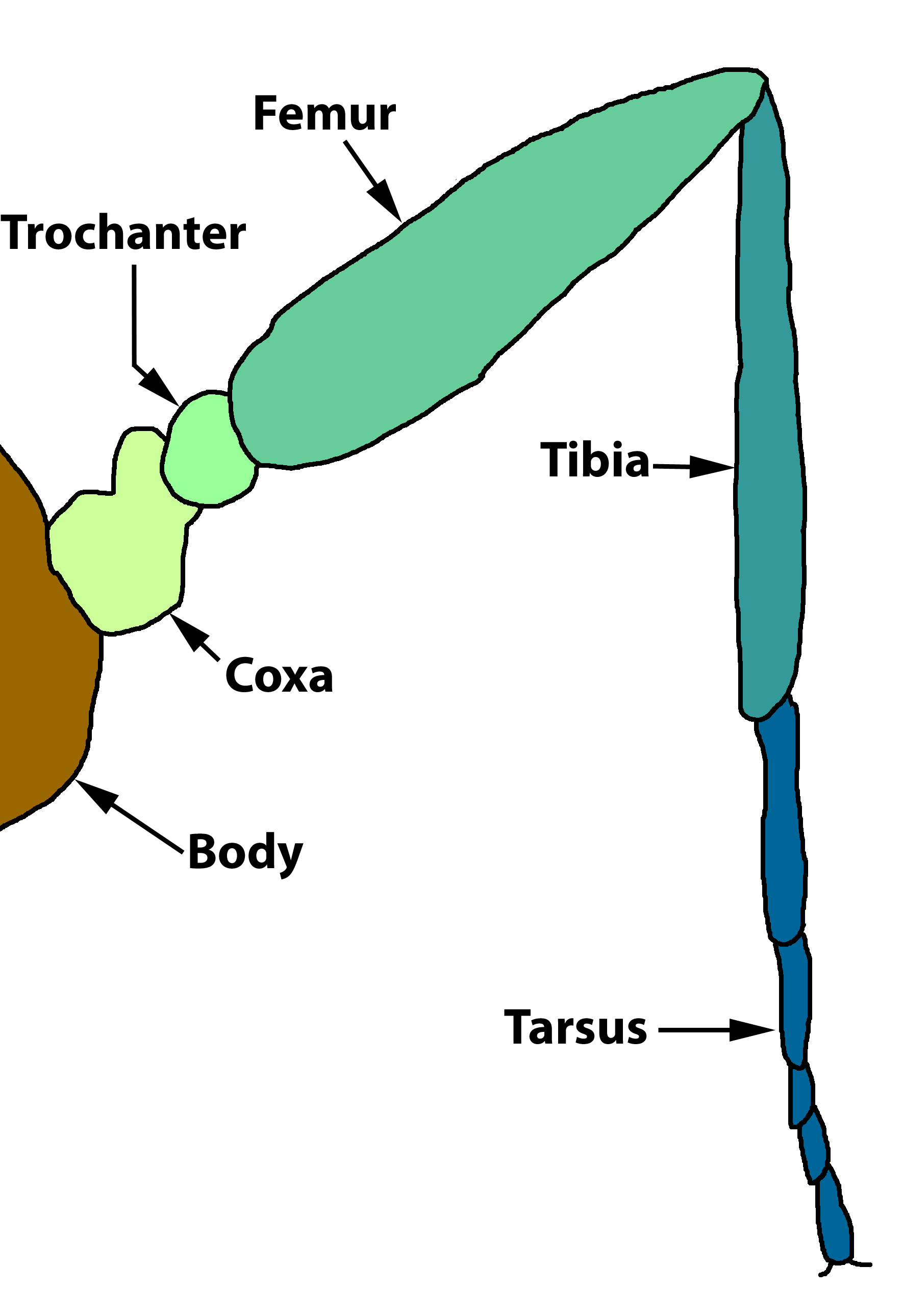
Insectenpoot
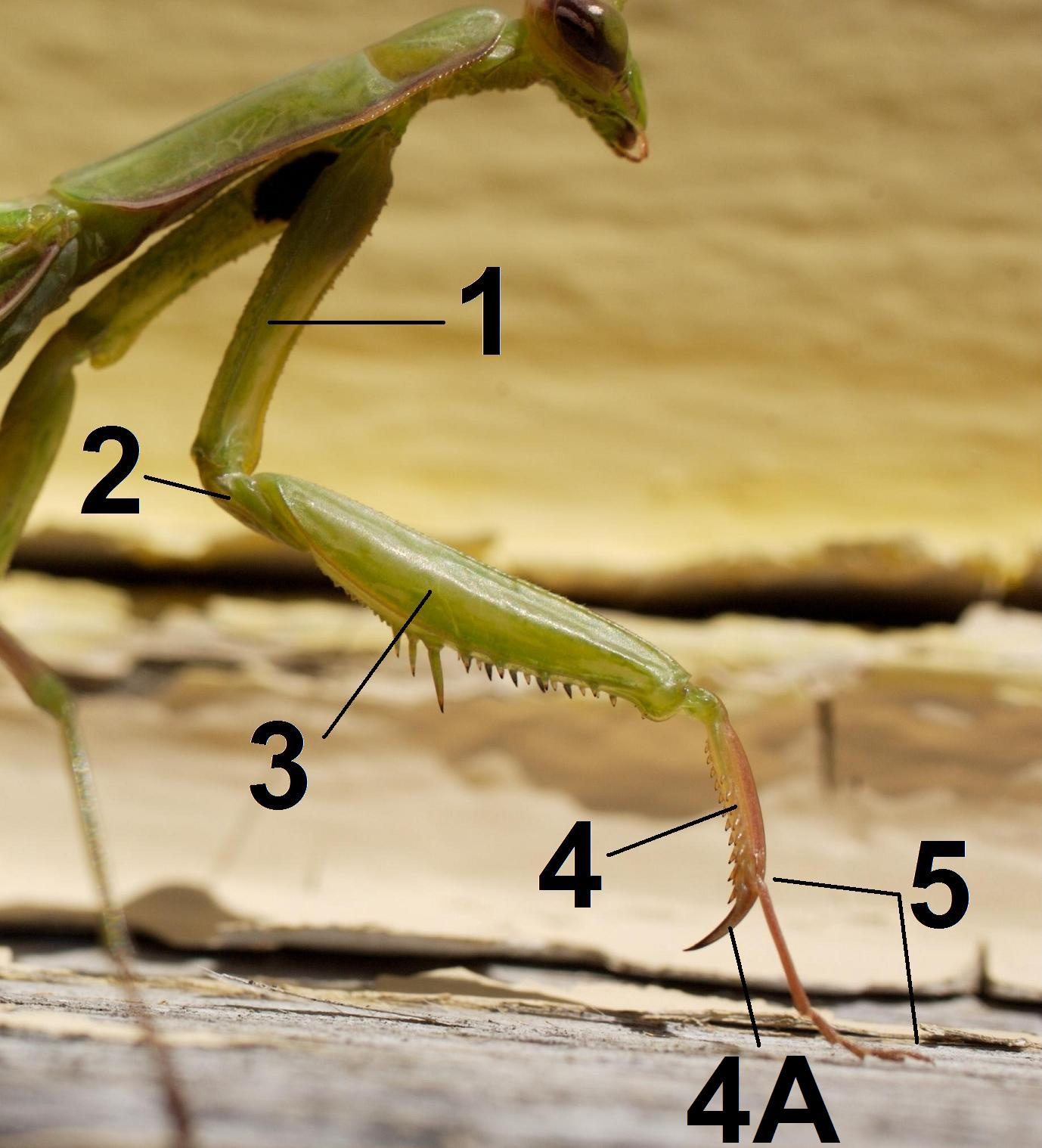
Poot van een bidsprinkhaan: 1 coxa, 2 trochanter, 3 femur, 4 tibia, 5 tarsus
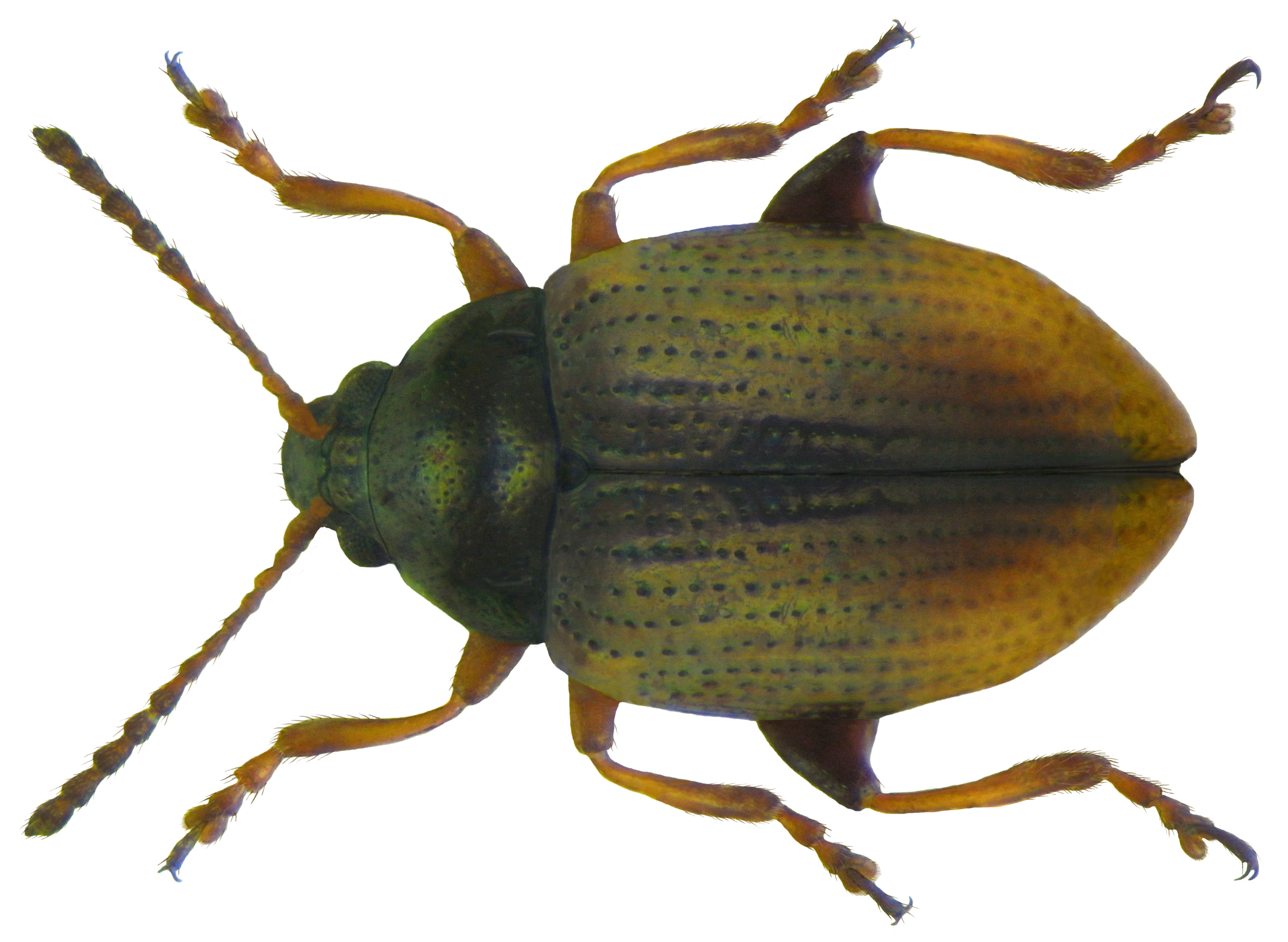
Dijen achterste poten van de Paardenstaartaardvlo